# Zdzisław Tymosiewicz
Zdzisław Tymosiewicz (ur. 25 lipca 1933 w Kopinie, zm. 2 sierpnia 2020 w Szczecinie) – polski lekkoatleta, medalista mistrzostw Polski.
Specjalizował się w skoku wzwyż i trójskoku. W latach 1953–1954 reprezentował barwy AZS Warszawa. W 1954 ukończył studia w Akademii Wychowania Fizycznego w Warszawie. W latach 1955–1968 reprezentował barwy AZS Szczecin.
Jego największym sukcesem w karierze było wicemistrzostwo Polski w trójskoku w 1957. W 1955 zajął 3. miejsce w nieoficjalnych zimowych mistrzostwach Polski, w skoku wzwyż.
W latach 1962–1998 był nauczycielem w-f w Zespole Szkół Łączności w Szczecinie.
Rekordy życiowe:
- skok wzwyż: 1,96 m (2.07.1960)
- trójskok: 15,45 m (6.06.1965)